# Lita Stantic

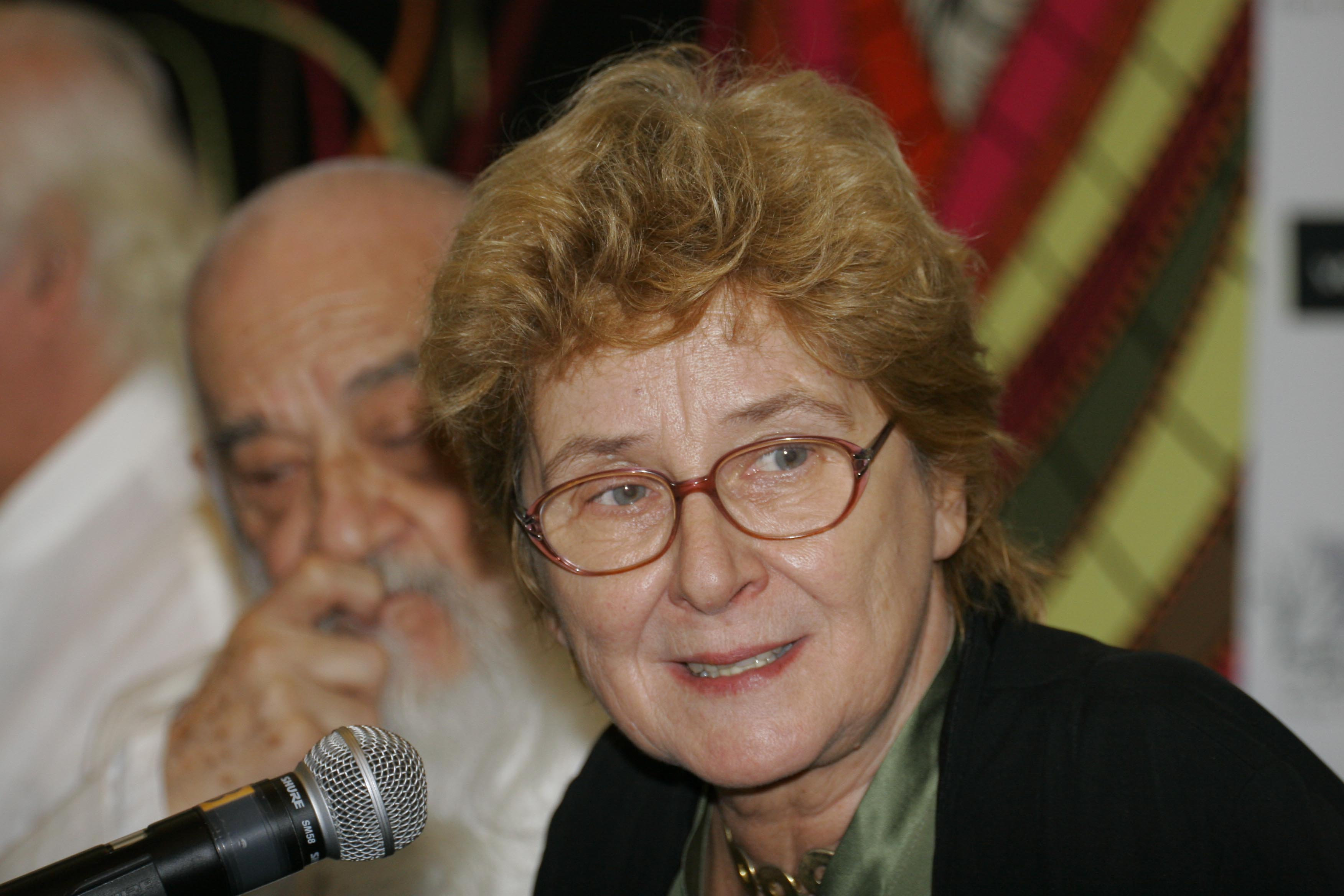
Lita Stantic

Élida Stantic (sinh ngày 7 tháng 4 năm 1942), thường được biết với tên Lita Stantic, là một nhà làm phim, đạo diễn và nhà biên kịch người Argentina.
Bà có vai trò quan trọng trong một số rạp phim Argentina, chịu trách nhiệm cho các bộ phim đầu tay của nhiều nhà làm phim người Argentina như Lucrecia Martel, Pablo Trapero và Israel Adrián Caetano.

## Tiểu sử
Stantic từng làm việc trong rạp chiếu phim Argentina kể từ khi bà được thuê làm trợ lý đạo diễn cho bộ phim Diario de campamento (1965).
Bà sau đó bắt đầu làm những bộ phim ngắn vào giữa năm 1960, nhưng sau đó chuyển sang ngành quảng cáo.
Stantic vẫn hoạt động trong lĩnh vực điện ảnh Argentina thông qua "Cine Liberación", một tập thể sản xuất và phân phối phim ngầm, bí mật chiếu những bộ phim mà chính phủ cấm ở Argentina.
Trong những năm 1970 khi xảy ra hỗn loạn chính trị ở Argentina, bà đã làm việc với hơn chục bộ phim, bao gồm Lajla của Lajla (1978), là bộ phim đầu tiên của Argentina trở thành bom tấn trong thời kỳ độc tài.
Những năm 1980 với María Luisa Bemberg, cả hai đã thành lập GEA Cinematografica, một công ty sản xuất phim. Sau đó thành lập thêm Lita Stantic Productions.
Khi ngành điện ảnh mới của Argentina bắt đầu vào cuối những năm 1990, Stantic đã sản xuất những bộ phim được giới phê bình đánh giá cao như A Red Bear, La Ciénaga, Bolivia, The Holy Girl và nhiều bộ phim khác.

## Phim

### Điện ảnh
- El Verano del potro (1991) [ Summer of the Colt ]
- Un Muro de Silencio (1993) [ A Wall of Silence ]
- Dársena sur (1998)
- Mundo Grúa (1999) [ Crane World ]
- Bolivia (2001)
- La Ciénaga (2001) [ The Swamp ]
- Un Oso Rojo (2002) [ A Red Bear ]
- Tan de repente (2002) [ Suddenly ]
- Hamaca paraguaya (2006) [ Paraguayan Hammock ]
- La Niña Santa (2004) [ The Holy Girl ]

### Truyền hình
- Sol de otoño (1996) [ Autumn Sun ]
- Historias de vidas, Encarnación Ezcurra (1998)
- Historias de vidas, Silvina Ocampo (1998)

## Giải thưởng
Thắng
- Havana Film Festival: Special Mention cho Tan de repente năm 2002 và cho Un Oso Rojo năm 2002.
- Locarno International Film Festival: Silver Leopard cho Tan de repente năm 2002.
- Prince Claus Award 2003